# Daniił Awdusin
Daniił Antonowicz Awdusin (ros. Даниил Антонович Авдусин; ur. 1918, zm. 1994) – rosyjski i radziecki naukowiec, historyk, archeolog, doktor nauk historycznych (1960).
W 1945 ukończył Moskiewski Uniwersytet Państwowy im. M.W. Łomonosowa, został tam wykładowcą; profesor od 1971. Kierownik Smoleńskiej Ekspedycji Archeologicznej (od 1949). Zajmował się historią i archeologią starożytnej Rusi, napisał książki „Gniezdowskije kurgany” (Гнездовские курганы, 1952), „Polewaja archieołogija SSSR” (Полевая археология СССР, 1980) .